# Боре Ангеловський
Боре Ангеловський (мак. Боре Ангеловски; 25 лютого 1944, Велес, Північна Македонія — 14 червня 2009, там само) — македонський актор, режисер, сценограф, перекладач. Один із лідерів альтернативного театрального мистецтва Македонії в часи Югославії. Засновник Молодіжної Драматичної Студії «Театарот Чекорі — Скоп'є», підготував понад 300 македонських акторів. Прихильник творчості ірландського драматурга Семюела Бекета.

## Біографія
Народився у часи становлення нової македонської національної ідентичності. У рідному місті з дитинства брав участь у театральних виставах. Тоді ж пережив юнацьке захоплення творчістю Миколи Гоголя.
1959 — член професійної трупи Народного театру м. Велес. У 1960-х роках стає лауреатом театральних конкурсів Югославії, захоплюється мистецькою філософією ірландця Семюела Бекета. Тоді ж у Велесі (1965) поставлено виставу Бекета «Чекаючи на Годо» — переклад п'єси, режисура, сценографія, костюми належали Боре Ангеловському.
Проте вже 1967 театр у Велесі закрито. Ангеловський береться за створення аматорської Молодіжної драматичної студії, у якій поставив, зокрема, виставу Ежена Йонеско «Король помер» (1970). Також ставить твори російських поетів Олександра Блока та Сергія Єсеніна.
Найбільшої слави зажив після переїзду до столиці Македонії — міста Скоп'є. Там при Будинку культури створив театр «Чекорі», у якому впровадив творчі принципи велеської молодіжної студії: «тотальна» участь членів трупи в режисурі, сценографії, створенні реквізиту та костюмів. Крім того, намагався популяризувати творчість молодих драматургів із рідного міста Велес. Хоча працював також і з класикою (Вольтер, Чехов тощо).
Створив цілу акторську школу: Мімі Таневська, Лазе Манасков, Вериця Ристевська, Лупчо Тодоровський-Упа, Ева Аманатиду, Кеті Дончевська-Ілик тощо (всього понад 300 акторів).
З 2000 року славетний театр втратив державну підтримку, але працював безкоштовно, без жодної винагороди, зберігши аматорську трупу.
Помер у 2009 році від серцевого нападу — три дні після останньої прем'єри. Хворів на діабет.